# Wapen van Baden
Baden was tot 1933/45 een staat in het zuiden van Duitsland. In de loop der eeuwen is het wapen sterk veranderd. Het oorspronkelijke wapen komt nog als een klein schildje voor in het wapen van de huidige bondsstaat Baden-Württemberg.

## Wapen van het markgraafschap Baden

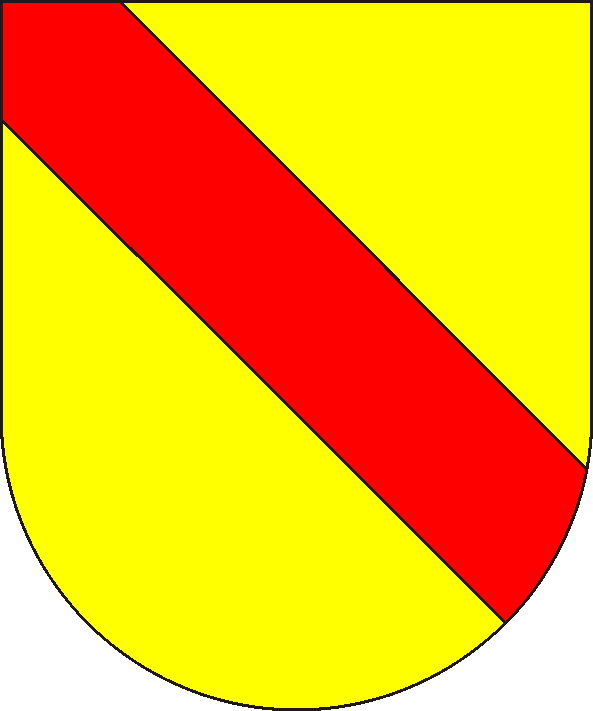
markgraafschap Baden

Het eeuwenoude wapen van Baden bestaat uit een rode schuine balk op een goud veld.

## Wapen van het markgraafschap Baden (1480)

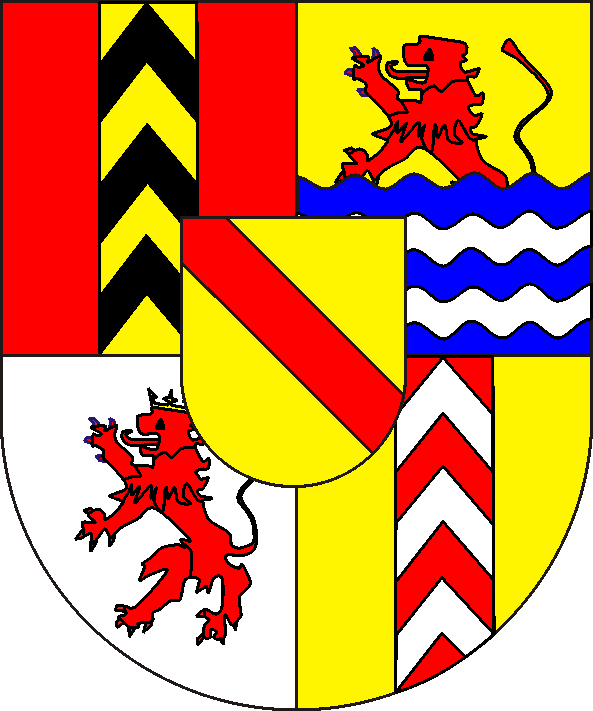
Baden (1480)
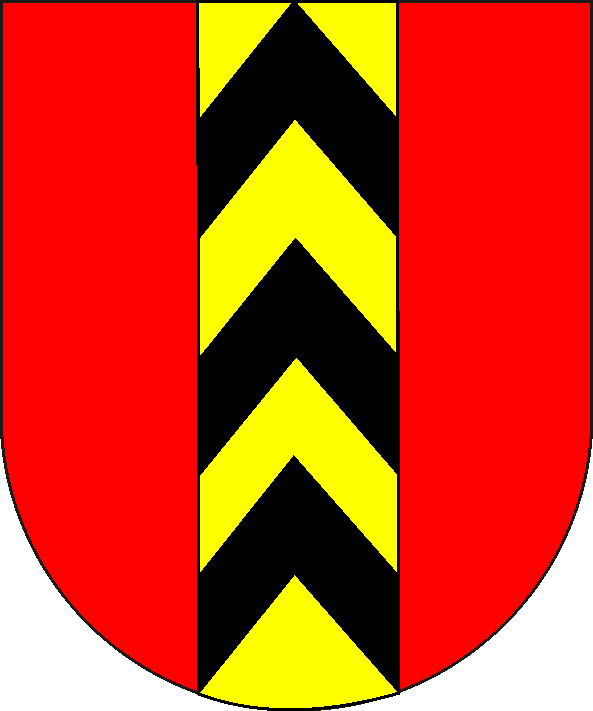
heerlijkheid Badenweiler
heerlijkheid Rötteln
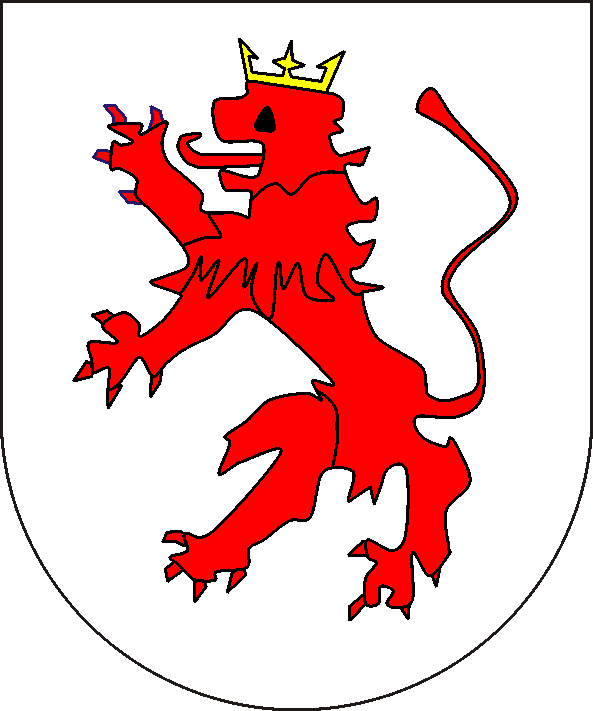
markgraafschap Hachberg
graafschap Neuchâtel

In het wapen van 1480 zijn de wapens van Badenweiler, Rötteln en Hachberg opgenomen. Dit zijn gebieden in het zuiden van Baden, die altijd verbonden met het land zijn gebleven. De tak Baden-Sausenberg erfde in 1457 het graafschap Neuchâtel in het huidige Zwitserland. Later kwamen daar ook nog aanspraken op het vorstendom Oranje bij. Toen de tak te Sausenberg in 1503 uitstierf, erfde het huis Longueville het graafschap Neuchâtel.

## Wapen van het markgraafschap Baden (1580)

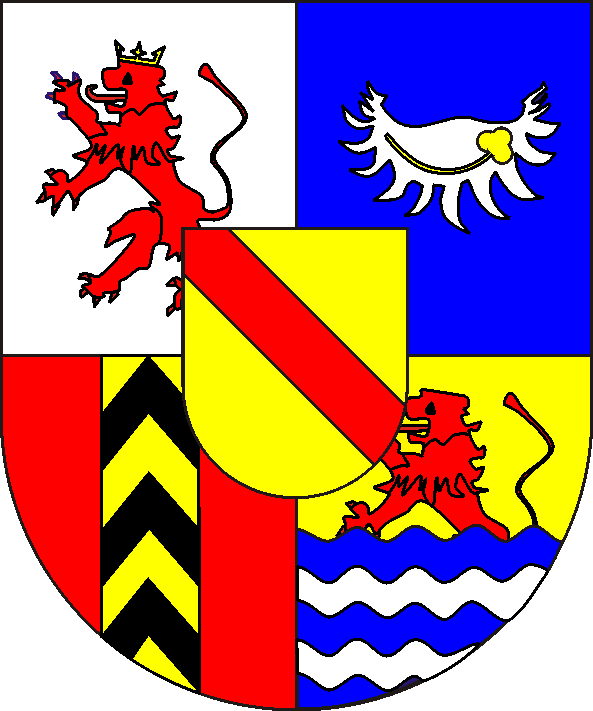
Baden (1580)
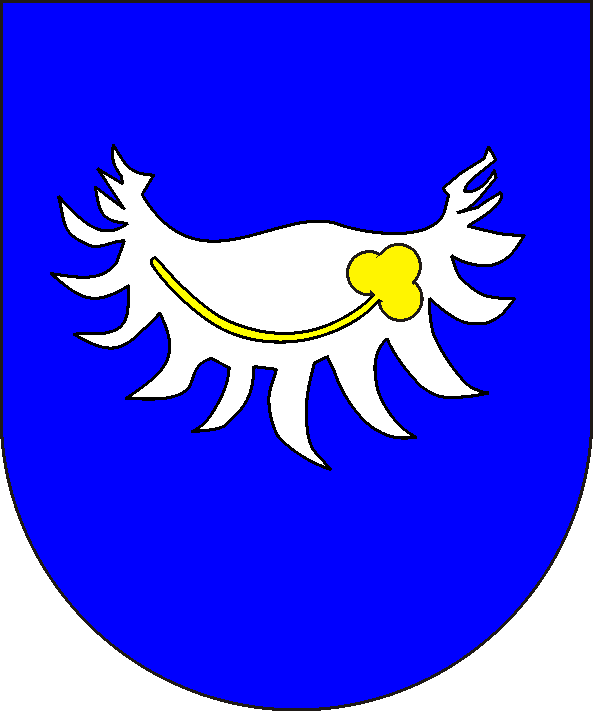
landgraafschap Sausenberg

Vergeleken met 1480 is er weinig veranderd. Het landgraafschap of heerlijkheid Sausenberg in het zuiden van Baden heeft de plaats van Neuchâtel ingenomen.

## Wapens van het markgraafschappen Baden-Baden en Baden-Durlach

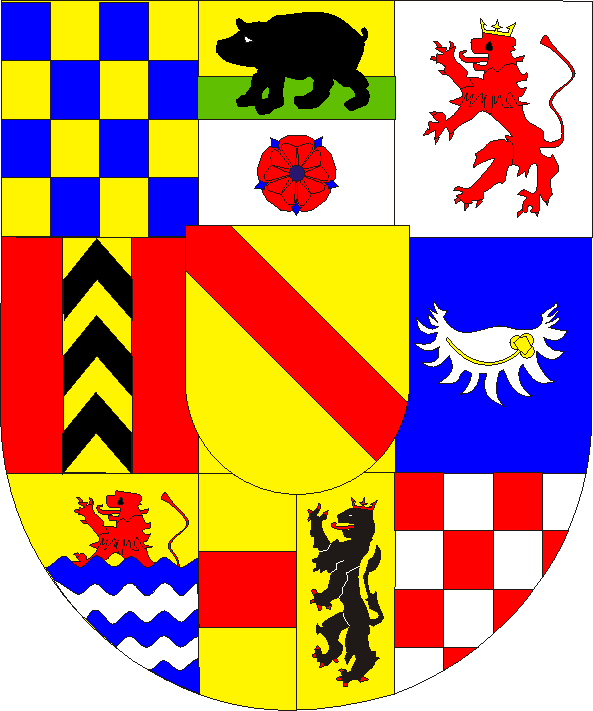
markgraafschap Baden-Baden
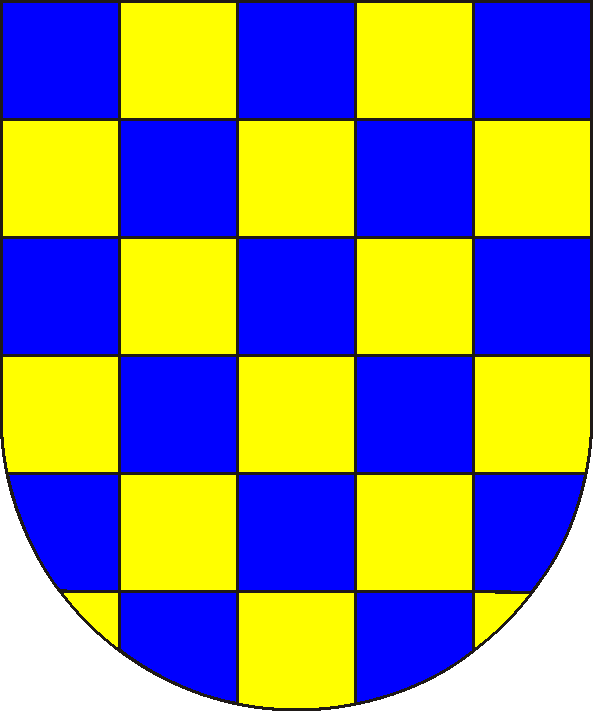
voorste graafschap Sponheim
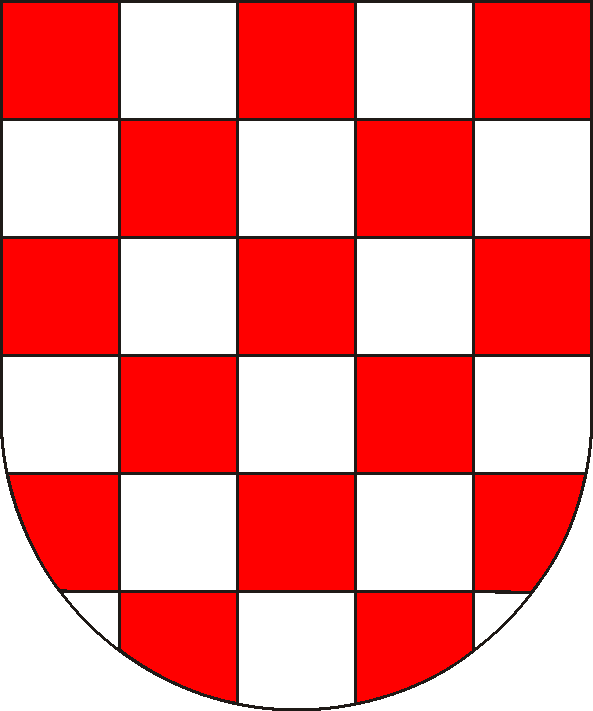
achterste graafschap Sponheim
graafschap Alt-Eberstein
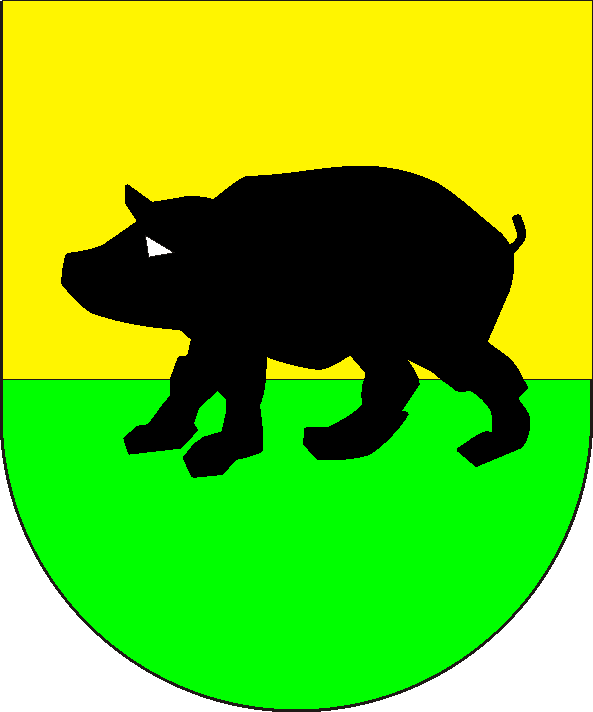
graafschap Neu-Eberstein
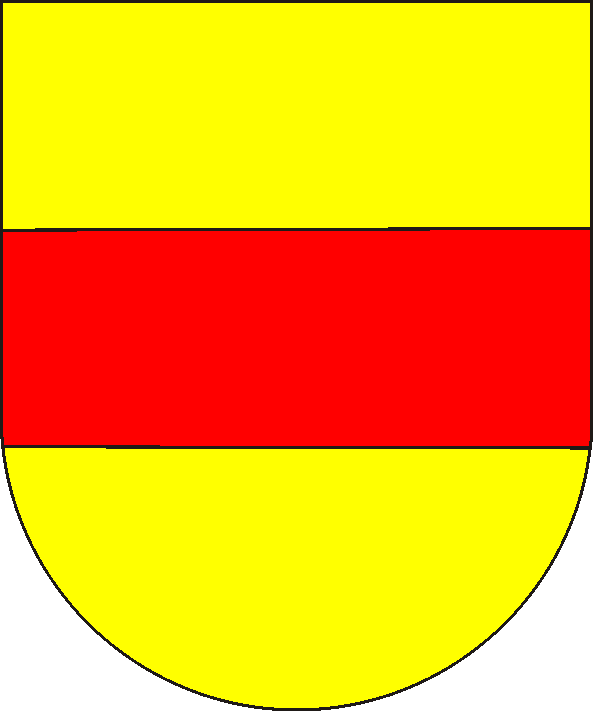
heerlijkheid Lahr
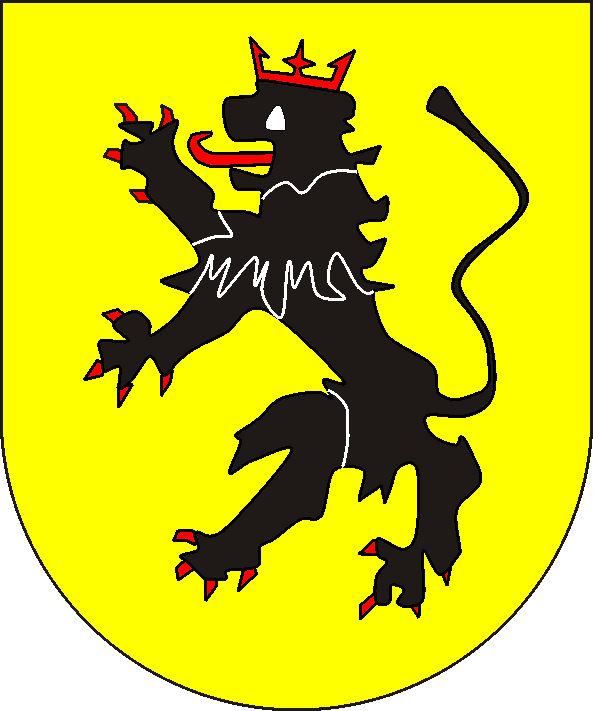
heerlijkheid Mahlberg
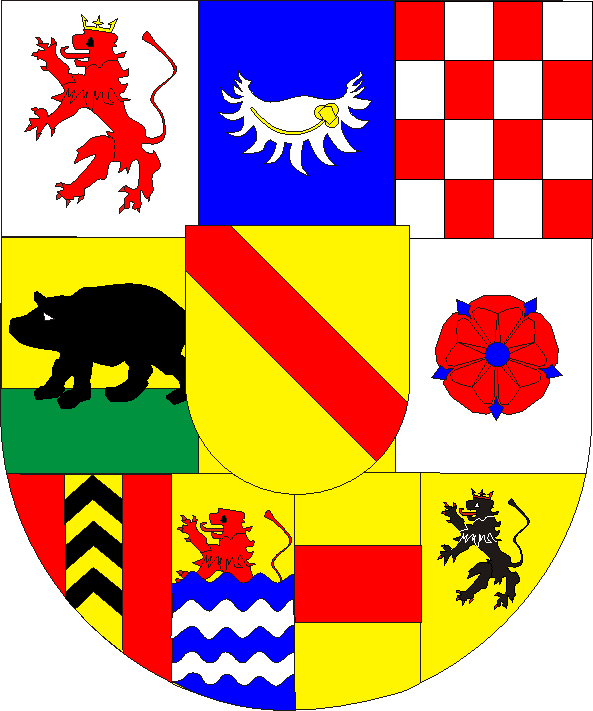
markgraafschap Baden-Durlach

In 1515 was het markgraafschap Baden verdeeld onder drie broers, waardoor uiteindelijk de linies Baden-Baden (uitgestorven in 1771) en Baden-Durlach ontstonden. De twee linies voerden niet altijd identieke wapens. In 1437 werd een aandeel in het graafschap Sponheim geëerfd. In 1597 werden de heerlijkheden Lahr en Mahlberg gekocht van de graaf van Mörs-Saarwerden. Verder werd door koop in 1505 een aandeel in het bezit van het graafschap Eberstein verworven, waarna na het uitsterven van de graven van Eberstein in 1560 het graafschap volledig in bezit van de markgraven kwam.

## Wapen van het keurvorstendom Baden (1803)

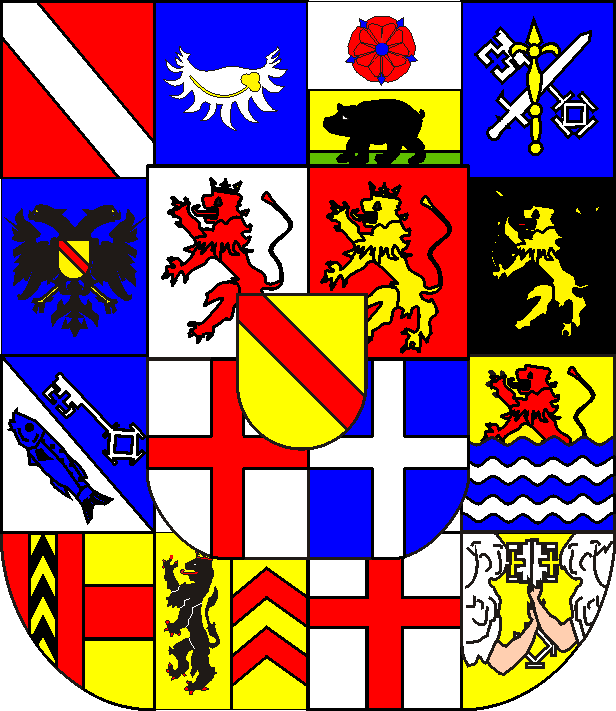
keurvorstendom Baden
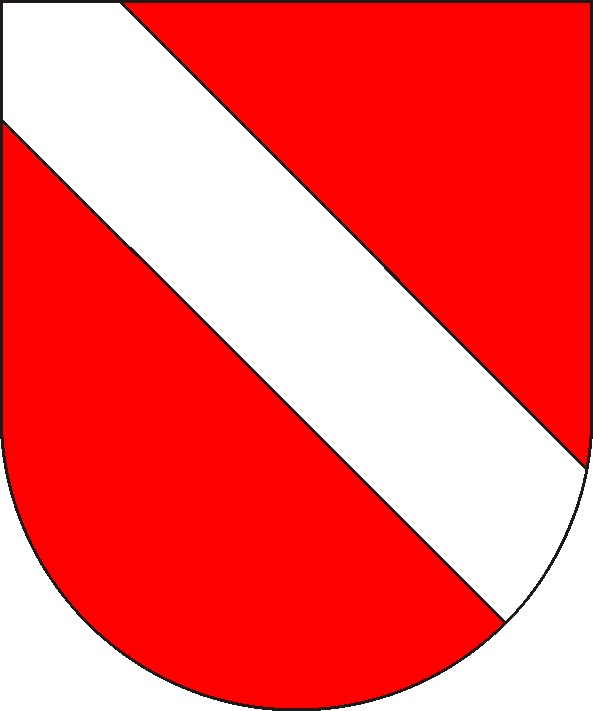
vorstendom Ettenheim
vorstendom Konstanz
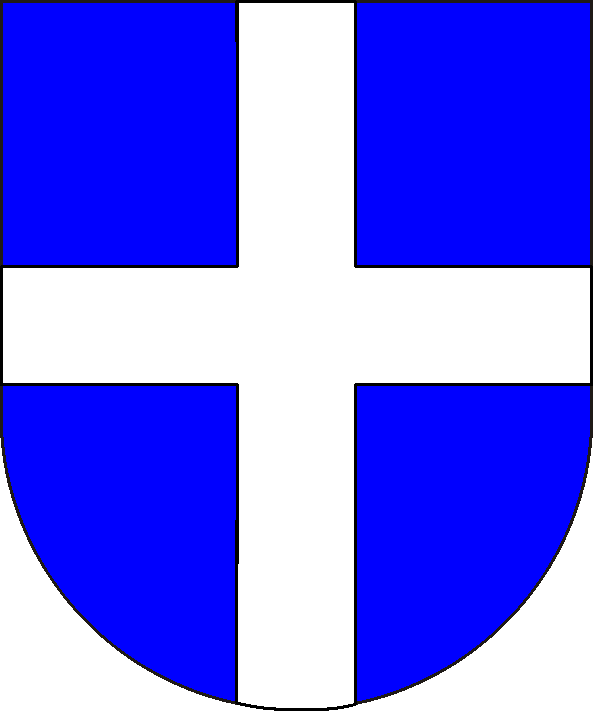
vorstendom Bruchsal
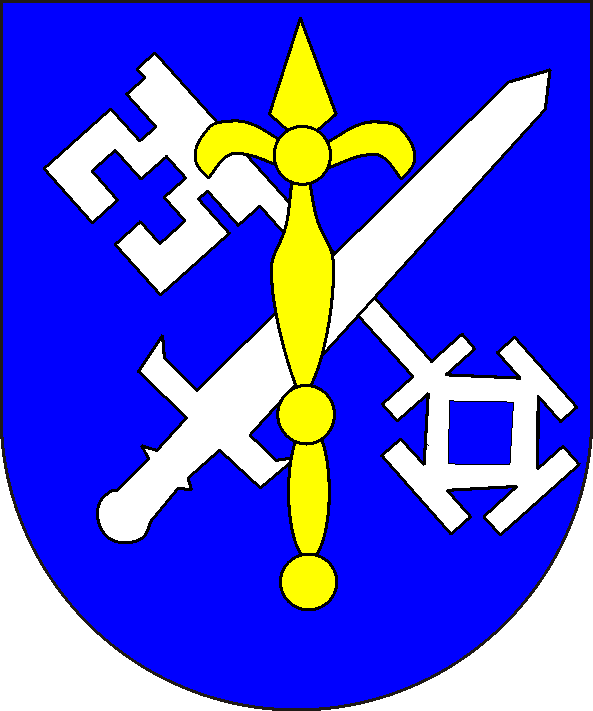
Odenheim
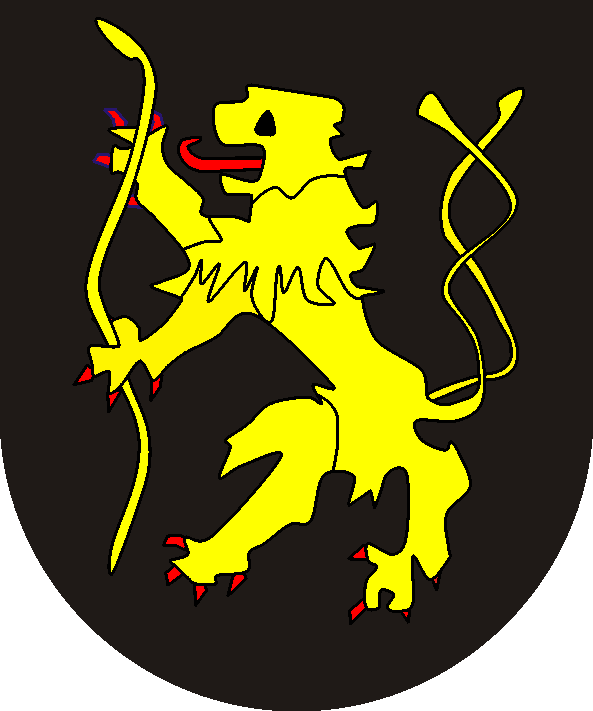
Salem
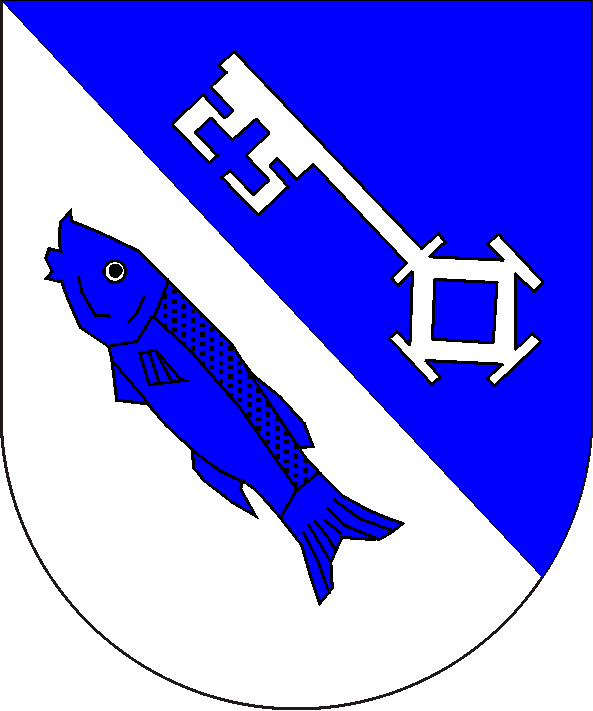
Petershausen
Reichenau
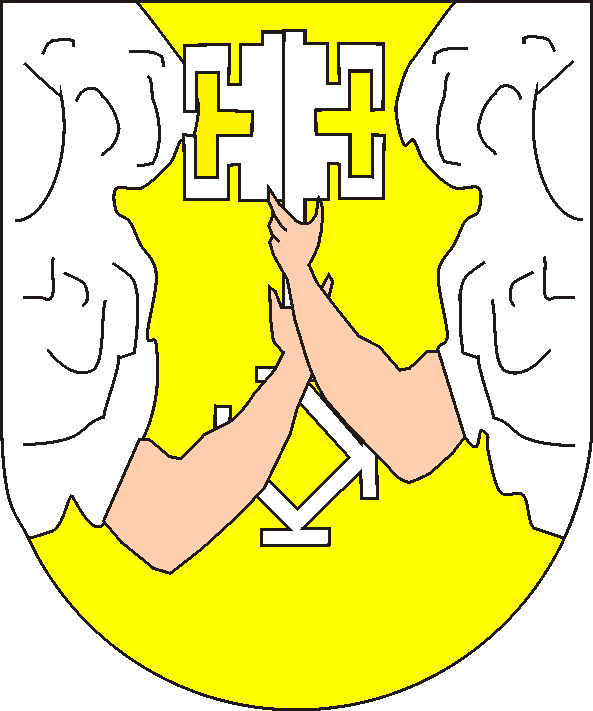
Oehringen
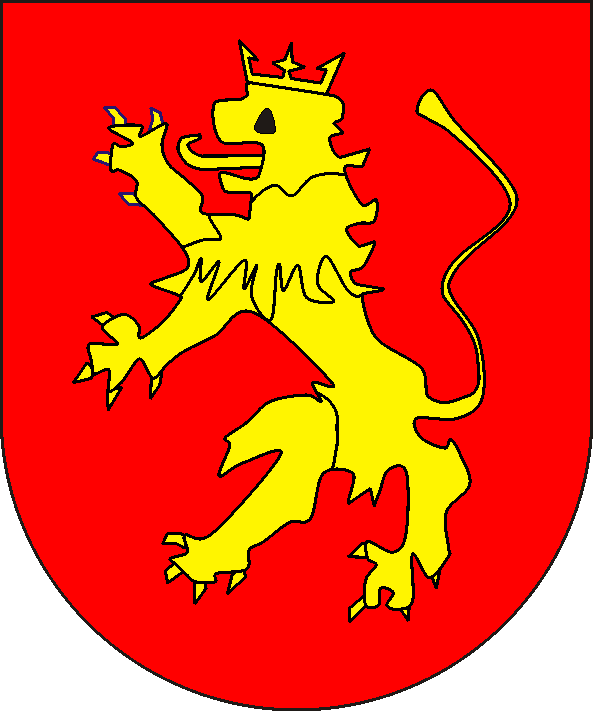
hertogdom Zähringen
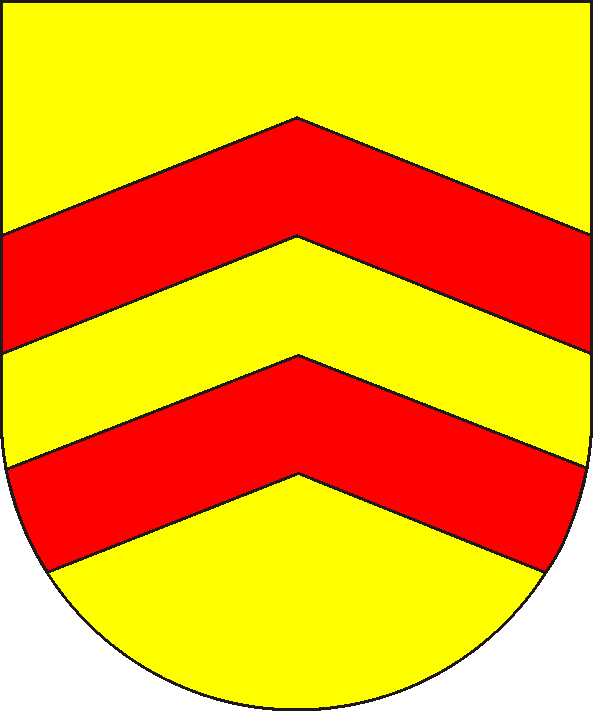
Lichtenau
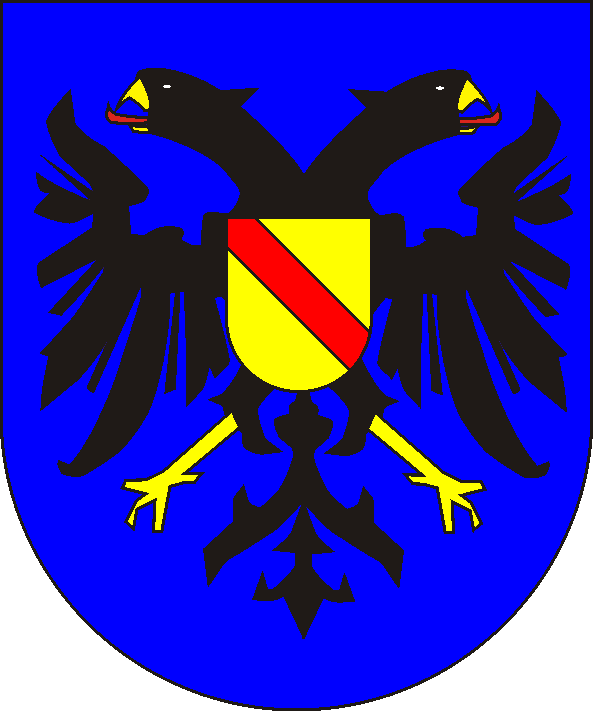
Gengenbach

In 1803 werd het gebied ten gevolge van de Reichsdeputationshauptschluss enorm vergroot met voormalige prinsbisdommen, abdijvorstendommen en rijkssteden. De nieuwe bezittingen werden voorzien van nieuwe titels en zo nodig werden er wapens bij gefantaseerd. Zo werd het prinsbisdom Konstanz omgezet in het vorstendom Konstanz, de resten van het prinsbisdom Straatsburg in het vorstendom Ettenheim en de resten van het prinsbisdom Worms in het vorstendom Bruchsal. Een deel van de verworven abdijen werd ook weerggeven in het nieuwe wapen: Odenheim, Salem, Petershausen, Oehringen, Reichenau en Gengenbach opgenomen. Hessen-Darmstadt had zijn Hanause exclave Lichtenau aan Baden afgestaan, een nieuw wapen werd afgeleid van het wapen van Hanau. Omdat de dynastie afstamde van de Zähringers werd ook dat wapen opgenomen. De inlijving van een aantal rijkssteden had geen gevolgen voor het wape.
In het middenschild stonden de vier voornaamste titels en gebieden: het landgraafschap Breisgau (Hachberg), het graafschap Zähringen (na 1806 hertogdom), het vorstendom Konstanz en het vorstendom Bruchsal. In het hart van het middenschild het oude wapen van Baden.

## Wapen van het groothertogdom Baden en het land Baden (1806-1945)

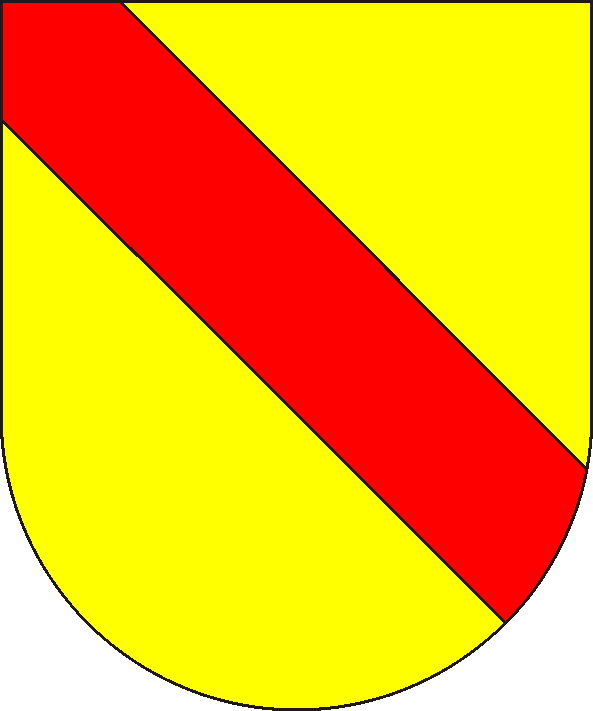
groothertogdom Baden

Nadat Baden in 1806 tot groothertogdom verheven en een soevereine staat werd, ging dit weer gepaard met een grote gebiedsuitbreiding. Wat het wapen betreft werd een nieuwe weg ingeslagen: in plaats van het wapen nog bonter te maken, ging Baden het vroeg-middeleeuwse wapen weer voeren. Na de val van de monarchie in 1918 bleef het wapen in de volksstaat Baden in gebruik.

## Wapens van de deelstaten (1945-1952)

land Württemberg tot 1945
Württemberg-Baden
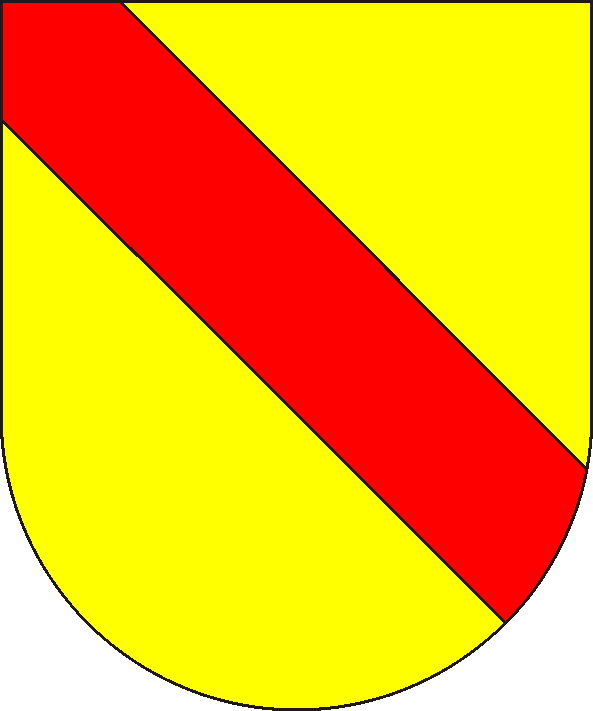
Zuid-Baden
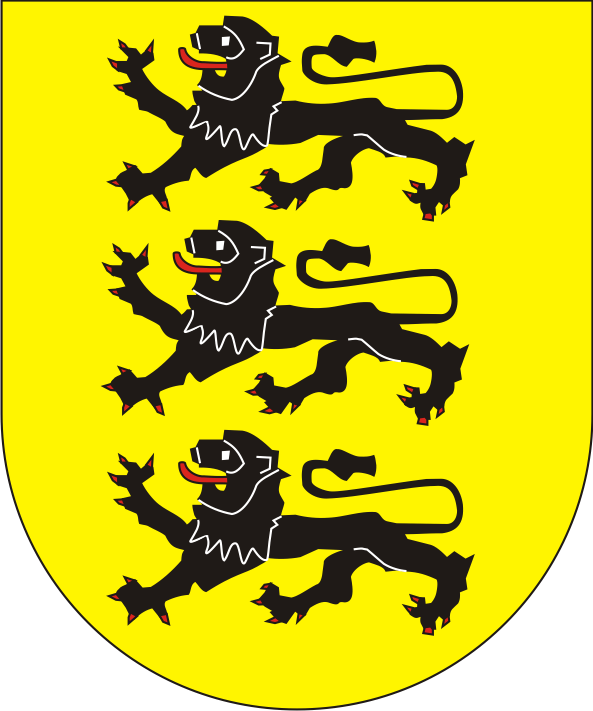
Baden-Württemberg na 1952

Baden-Württemberg

Na de Duitse nederlaag van 1945 werd Zuidwest-Duitsland verdeeld over twee bezettingszones: de Franse en de Amerikaanse. Hierdoor ging de eenheid van Baden verloren. Het zuidelijk werd het land Zuid-Baden. Dit land voerde het oude wapen van de vrijstaat Baden. Het noordelijk deel werd gecombineerd met een deel van de staat Württemberg onder de naam Württemberg-Baden. Het wapen werd een combinatie van de wapens van Württemberg en Baden. In 1952 gingen beide staten op in de nieuwe staat Baden-Württemberg. Deze staat ging het wapen van het oude hertogdom Zwaben voeren.